# Plaxomicrus latus
Plaxomicrus latus là một loài bọ cánh cứng trong họ Cerambycidae.